# PSME4
PSME4‏ (Proteasome activator subunit 4) هوَ بروتين يُشَفر بواسطة جين PSME4 في الإنسان.